# Hoplitis incognita
Hoplitis incognita is een vliesvleugelig insect uit de familie Megachilidae. De wetenschappelijke naam van de soort is voor het eerst geldig gepubliceerd in 1996 door van der Zanden.